# Asiago Hockey 2015-2016
Questa pagina contiene i dati relativi alla stagione hockeystica 2015-2016 della società di hockey su ghiaccio Asiago Hockey 1935.

## Stagione

### Mercato
L'annata 2015/16 per l'Asiago si apre già pochi giorni dopo la conquista del quinto titolo di campione d'Italia: desta difatti stupore il mancato rinnovo del contratto a Kevin DeVergilio, decisivo nella finale scudetto che però aveva subito una pesante squalifica (8 giornate) durante i playoff per un fallo di reazione (il giocatore non era nuovo a questo tipo di reazioni, una squalifica di diverse giornate infatti gli era già stata comminata quando giocava nelle file del Pontebba) che quindi si accasa già in primavera ai rivali del Val Pusteria. Il giocatore aveva appena terminato i due anni consecutivi nel campionato italiano e quindi da questa stagione non era più considerato giocatore straniero, ciò non destò tuttavia l'interesse per un prolungamento del contratto da parte del club giallorosso. Alla scadenza del contratto arrivò anche il tecnico John Parco che decise di lasciare la squadra e rifiutare (per motivi famigliari) alcune richieste provenienti dall'estero per andare ad allenare il Cortina, rimanendo quindi in Veneto; venne inoltre annunciato il mancato rinnovo al difensore canadese Scott Hotham. Oltre a queste tre partenze si aggiunse alcune settimane dopo, di nuovo a sorpresa (il giocatore era legato contrattualmente altre due stagioni con gli stellati), quella del portiere Vincenzo Marozzi, che decise di rescindere il contratto. Contestualmente l'Asiago annunciava il nuovo tecnico: Patrice Lefebvre (per lui viene sottoscritto un contratto biennale), proveniente da quell'Appiano che tanti problemi aveva causato all'Asiago durante i quarti di finale della stagione precedente. A difendere la gabbia stellata arriva invece, con contratto di try-out (sino al mese di novembre), il canadese Chris Carrozzi, 154° scelta assoluta all'NHL Entry Draft 2008 (curiosamente l'Asiago aveva a roster anche la 155° scelta di quell'anno, Anthony Nigro). Il giocatore arrivava da un'annata nel campionato universitario anonima, a causa delle poche partite giocate (la squadra aveva infatti già un goalie titolare): durante l'estate tuttavia, prese parte ad un camp agli ordini di Mike Rosati e Piero Greco (portieri che negli anni '90 avevano calcato più volte i ghiacci italiani). Assieme a lui, nel camp, anche i portieri dei Toronto Maple Leafs e dei Toronto Marlies: al termine degli allenamenti sia Rosati che Greco consigliarono Carrozzi all'Asiago definendolo "un portiere ben impostato tecnicamente e con un ottimo potenziale". Per la difesa, che oltre alla partenza di Hotham rimane orfana anche del veterano Michele Strazzabosco, ritiratosi dall'hockey giocato, e di Luca Mattivi (non confermato), vengono messi sotto contratto Mike Sullivan (fratello di Dan) e Andreas Lutz, svincolatosi dal Milano Rossoblu dopo l'autoretrocessione decisa dalla squadra meneghina. In attacco invece vengono ceduti i giovani Radovan Gabri all'Egna (in serie B) e Simone Olivero che fa ritorno in Piemonte, alla Valpe.

### Preseason
Nel corso della primavera gli stellati vennero invitati a partecipare alla nuova edizione della Champions Hockey League (primo club del campionato italiano ad essere invitato alla manifestazione), ma l'Asiago rifiutò preferendo partecipare ancora una volta alla meno dispendiosa Continental Cup con l'intenzione di vincerla. L'Asiago si trovò così impegnato su 4 fronti: oltre al campionato, alla coppa Italia e alla competizione europea, gli stellati dovevano affrontare a settembre il Ritten Sport nella partita di supercoppa, rivincita della finale vinta ad aprile. Tali competizioni vennero però messe a rischio quando trapelò la notizia che l'Asiago non aveva perfezionato l'iscrizione al campionato entro i termini previsti: dopo un comunicato in cui si imputò questa problematica ad enti bancari, l'Asiago si iscrisse versando con alcuni giorni di ritardo la fideiussione richiesta grazie a una proroga concessa in via del tutto eccezionale dalle altre sette società iscritte al massimo campionato. Dopo alcuni giorni di preparazione (iniziata il 20 agosto), l'Asiago presentò la prima squadra (e le sue 7 squadre giovanili) il 4 settembre, data in cui giocò anche la prima amichevole stagionale, contro il Bolzano. Una seconda amichevole, giocata sempre contro il Bolzano ma questa volta fuori casa, venne disputata due giorni dopo.

### Stagione regolare e coppa Italia
Dopo solo tre amichevoli giocate (oltre al doppio confronto col Bolzano una partita venne giocata anche contro il farm team Pergine), l'Asiago debuttò in questa stagione nella finale di supercoppa, giocata in casa contro il Renon, più avanti nella preparazione ma che aveva cambiato tutti i giocatori stranieri ad eccezione di Dan Tudin. L'Asiago, pur con alcune defezioni (assenti Marchetti, Casetti, Stevan e capitan Borrelli contro Thomas Spinell, Waldner ed Eisath nelle file ospiti) giocò meglio, pur passando in svantaggio nel secondo drittel, riuscì ad impattare e a portarsi poi sul 2-1, che sarà anche il risultato finale. L'inizio della stagione sembrava quindi positivo, con la conquista della supercoppa (alzata al cielo da Dan Sullivan, per la prima volta nelle vesti di capitano), vinta l'ultima volta appena due anni prima, in realtà l'esordio in campionato sarà assai difficoltoso: si registreranno infatti nel girone d'andata una serie di sconfitte, alcune dal passivo pesante, l'Asiago inoltre non perdeva le prime due gare del campionato da diversi anni (l'ultima volta accadde nella stagione 1996-97). In seguito, nonostante le numerosissime assenze (fuori per infortunio in questo inizio di stagione ben 6 giocatori, oltre che la prolungata assenza di Borrelli, che costringeranno la società ad attingere giocatori dal farm-team Pergine), l'Asiago tornerà a vincere diverse partite esprimendo anche un bel gioco ma sarà costretto ad annunciare l'addio dell'ex capitano Dave Borrelli, costretto a rimanere negli Stati Uniti per motivi legati alla Green Card. A causa di questa pesante assenza, ed in vista del girone semifinale di Continental Cup, l'Asiago deciderà quindi di tornare sul mercato. Dopo che si erano fatti diversi nomi (Zack Torquato, Patrcick Holland e Marc-Olivier Vallerand per l'attacco, Antti Bruun per la difesa), l'Asiago ingaggia l'ala destra canadese Anthony Luciani, già cercato in estate e appena tagliato dallo Sparta Sarpsborg, team norvegese che aveva deciso di rescindergli il contratto per questioni comportamentali, e (in prestito dal Caldaro), il massiccio (quasi 2 metri d'altezza per oltre 100 kg di peso) difensore altoatesino Luca Franza: dopo averne annunciato ufficialmente l'ingaggio però, il trasferimento in prestito di Franza salterà per motivi non precisati.
Poco dopo il girone di semifinale europeo, l'Asiago disputò il turno preliminare di coppa Italia contro il Vipiteno, squadra meglio classificata dei giallorossi e che quindi aveva scelto di sfidare nel draft proprio l'Asiago, scelta che però non si rivelerà positiva, dato che il team allenato da coach Lefebvre, nel doppio confronto, surclasserà gli avversari accedendo così alla FinalFour, che in un primo momento si doveva disputare a Trento ma che poi venne spostata a Brunico: proprio sul ghiaccio altoatesino l'Asiago sfiderà in semifinale i padroni di casa del ValPusteria, uscendo di misura (sconfitta per 2-1) e mancando così l'accesso alla finalissima. Poco dopo, anche in vista della finale europea, l'Asiago annuncerà l'ingaggio di un nuovo giocatore: il difensore ceco Aleš Sova, proveniente dalla seconda lega ceca ma che precedentemente aveva disputato diverse stagioni in EBEL. Con l'arrivo di questo ulteriore straniero, l'Asiago in campionato fu quindi costretto al doppio turnover tra i giocatori di formazione estera. Proprio il giorno prima della partenza per la Francia, l'Asiago doveva disputare un match di campionato a Collalbo, contro il Renon: la squadra altoatesina si rifiuterà però di rinviare la partita, per non perdere l'incasso dell'ultimo giorno delle festività natalizie, l'Asiago allora schiererà giocatori provenienti in prevalenza dalla sua U18 (la stessa U20 doveva giocare in quel giorno una partita di campionato) e dal farm-team Pergine. poco dopo la finale continentale, l'Asiago, costretto al doppio turnover, decide a sorpresa di cedere il neo arrivato Sova: l'atleta ceco si accaserà all'Herning, team sfidato proprio nella finale europea. Una settimana più tardi tuttavia, l'Asiago rileverà in prestito l'ex Paul Zanette, già contattato nel corso dell'estate, decidendo quindi di rinforzare il reparto offensivo a discapito della difesa. Quarto in classifica sul finire del campionato, nelle ultime partite l'Asiago ottiene una serie di vittorie che gli consentono di ottenere, proprio all'ultima giornata, il terzo posto finale, complice la sconfitta del Vipiteno che deteneva la terza piazza. Gli stellati nelle ultime gare perdono però Carrozzi e a difesa della gabbia gioca il back-up Tura, che tuttavia subirà anch'esso un infortunio proprio al termine della regular season: l'Asiago dovrà quindi iniziare i playoff col terzo portiere.

### Playoff

#### Quarti di finale
Ottenuto in extremis il terzo posto in regular season, l'Asiago incontra nei quarti di finale il Valpellice, terzultimo classificato nonostante un roster di tutto rispetto (la squadra aveva vinto in questa stagione la coppa Italia). Un grosso handicap penalizza però gli stellati: entrambi i portieri sono indisponibili per infortunio e l'Asiago si vede quindi costretto a schierare nei playoff nel ruolo più importante il terzo goalie, l'U20 Davide Mantovani, con un altro U20 come back-up (Marco Tononi, proveniente dal Pergine). In gara-1 l'Asiago parte male e la Valpe, rimaneggiata (soli 15 giocatori di movimento) va già sul 3-1 dopo la prima frazione. Nel secondo drittel gli stellati sono nervosissimi e il parziale si chiude sul 4-2 per gli ospiti. In avvio di terzo periodo l'Asiago subisce pure il quinto gol, sbaglia un rigore ma poi si fa sotto arrivando sul 5-4 (col quarto gol realizzato con 6 uomini di movimento per l'uscita di Mantovani): gli stellati provano il tutto per tutto giocando sempre senza portiere ma subiscono 2 reti a porta vuota e la gara va così ai piemontesi.

In gara-2 l'Asiago si porta subito in vantaggio (al minuto 0:53) poi però sul finire di frazione i torresi colgono il pari in powerplay. La frazione centrale si chiude sullo 0-0 e nel terzo drittel i giallorossi si riportano avanti trovando anche il 3-1 a porta vuota a 2 minuti dalla fine, la Valpe però non ci sta e col 6° uomo di movimento accorcia a 42 secondi dalla fine, il risultato però non si sblocca più e l'Asiago sbanca così il Cotta Morandini portando la serie in pareggio.

In gara-3 Lefebvre modifica le linee sorprendendo gli avversari, Luciani segna un hat-trick e l'Asiago gioca benissimo surclassando la Valpe per 6 reti a 2.

In gara-4 l'Asiago continua a schierare in porta il terzo portiere, nel secondo periodo va sotto ma pareggia all'istante e in un attimo si porta pure in vantaggio, nel terzo drittel va sul 3-1 che sarà anche il risultato finale: ancora una volta viene sbancato il ghiaccio torrese e i giallorossi si possono quindi già giocare l'accesso alle semifinali nel successivo match.

In gara-5 l'Asiago sembra però quello visto in gara-1: il primo tempo non si sblocca mentre nella ripresa i giallorossi passano per primi, la partita sembra in discesa ma poi, in due minuti, gli ospiti vanno a segno addirittura 3 volte. Nel periodo finale la gara si trascina senza emozioni, l'Asiago è inconcludente e sono i torresi a segnare ancora due reti, chiudendo il match sul 5-1.

I giallorossi scendono a Torre Pellice in gara-6 per agguantare il passaggio del turno ma sembra di rivivere quanto già visto nella precedente partita e sono i piemontesi a chiudere avanti il primo tempo sul risultato di 2-1, punteggio che termina sul 3-2 nel periodo centrale. Nella terza frazione di gioco l'Asiago non reagisce e Colavecchia firma il suo personale hat-trick per i padroni di casa, punteggio che poi verrà arrotondato da Petrov sul 5-2 finale per gli avversari.

L'Asiago rivive quindi quanto già visto l'anno precedente, trovandosi - a sorpresa - costretto a disputare gara-7 per accedere alle semifinali. Nella settima e decisiva gara la Valpe fa correre un brivido ai padroni di casa, portandosi in vantaggio, poi però esce un buon Asiago che alla fine porta a casa il match con un tennistico 6-2. I giallorossi recuperano finalmente il secondo portiere, Tura, che gioca titolare ma perdono per le prime tre gare delle semifinali Bentivoglio per squalifica, reo di aver commesso una carica alla testa.

#### Semifinale
In semifinale l'Asiago incontra la seconda classificata, ossia il ValPusteria, team che aveva superato il Gardena nei quarti di finale. Giocherà tra i pali sempre il back-up Tura e per le prime 3 gare dovrà restare fuori Sean Bentivoglio. Gara-1 è vinta dai padroni di casa che passano anche all'Hodegart in gara-2 ma solo all'overtime e segnando il gol della sudden death in evidente fuorigioco (non visto dagli arbitri) pervenendo inoltre al pareggio (altra svista arbitrale) sempre in fuorigioco e con 6 uomini sul ghiaccio. In gara-3 e gara-4 l'Asiago scende però poco convinto sul ghiaccio, i gialloneri chiudono quindi la pratica in appena 4 gare facendo così uscire dal torneo i campioni d'Italia in carica.

### Continental Cup

#### Semifinale
L'Asiago inizia quindi il girone di semifinale di coppa senza poter contare dell'apporto di un nuovo difensore ma debutta invece Luciani, tra gli infortunati si deve contare la prolungata e importante assenza di Miglioranzi. Nella prima partita, giocata alla pari contro il team danese dell'Herning, l'Asiago si deve arrendere solo ai tiri di rigore: dopo essere passato in svantaggio nel primo tempo con una rete siglata da Jerred Smithson (giocatore con oltre 600 partite in NHL), l'Asiago nel secondo drittel pareggia con Mirko Presti e, a pochi istanti dalla fine dei 60 minuti regolamentari, perde per una brutta carica Lorenzo Casetti (trasportato in barella fuori dal ghiaccio e poi in ospedale) e si trova a giocare l'overtime con l'uomo in più a causa della penalità partita (più 5 minuti) inflitta al giocatore dell'Herning che aveva commesso il fallo. L'Asiago non riesce però a passare e si arriva così ai rigori, tirati in seguito ad oltranza, che vedono vincere l'Herning che si aggiudica così i 2 punti. Nella seconda gara l'Asiago affronta i kazaki dello Yertis Pavlodar, imbottiti di giocatori russi e slovacchi, molti dei quali vantavano partecipazioni in KHL. Anche questa partita è molto equilibrata, ma l'Asiago gioca con maggior determinazione e si aggiudica la gara, anche se solo con una rete di scarto. Nella terza e decisiva giornata l'Asiago (che recupera Casetti) si qualifica anticipatamente, grazie alla vittoria dei danesi sul team kazako, partita giocata nel pomeriggio. I giallorossi vincono comunque anche la terza gara, superando il modesto (16 reti subite nelle prime due partite) HK Mogo per 4-0. Si qualificano così per la SuperFinal Asiago ed Herning, nell'altro girone passano il turno i padroni di casa del Rouen ed i polacchi del GKS Tychy. Tra i giocatori premiati, Anthony Nigro viene decretato miglior attaccante del girone, mentre Chris Carrozzi risulta il miglior portiere per percentuali di parate (95,35%).

#### SuperFinal
Nella gara d'esordio contro i padroni di casa del Rouen, l'Asiago (seguito in Normandia da oltre 200 tifosi) parte forte, cogliendo un palo dopo pochi istanti e portandosi in vantaggio (con Magnabosco) al quarto minuto di gioco, poi però a causa di alcuni macroscopici errori difensivi rinviene il team francese che chiude sul 2-1 la prima frazione. Nel secondo drittel un Asiago poco volitivo subisce altri due gol e non riesce a concretizzare le proprie occasioni anche soprattutto a causa dell'ottima prestazione dell'ex NHL Dany Sabourin che difende benissimo la gabbia giallonera. Nel terzo tempo l'Asiago accorcia le distanze (gol di Nigro, in inferiorità numerica) ma il risultato poi non si sblocca oltre il 2-4, anche a causa di alcune penalità comminate proprio sul finale.

Il secondo match, giocato contro i danesi dell'Herning, già affrontati in semifinale, parte con un sostanziale equilibrio, tanto che il primo tempo si chiude sullo 0-0. Nel secondo tempo l'Herning passa però quasi subito in vantaggio e poi tiene il parziale sino al 40°. Nel terzo e decisivo drittel, l'Asiago preme di più ma a passare sono ancora gli avversari; gli stellati provano a rientrare in partita, ma una doppia inferiorità consegna il 3-0 agli uomini allenati dall'ex Simioni. Lefebvre prova a togliere il portiere a 4 minuti dalla fine, ma senza successo, arriva invece la rete del 4-0 a porta vuota a un minuto dalla conclusione che sancisce la definitiva sconfitta dell'Asiago.

Ormai fuori dai giochi, l'Asiago affronta i polacchi del Tychy nell'ultima partita in programma: Magnabosco segna ancora, dopo la rete contro i francesi, e la frazione si chiude senza patemi sull'1-0. Nella frazione centrale i giallorossi raddoppiano (con Lutz, in power play), sfiorano la terza rete (la gabbia si sposta ma l'arbitro lascia proseguire) ed i polacchi in contropiede accorciano: 2-1. Nell'ultimo drittel il Tychy preme tantissimo, ma l'Asiago, molto più determinato rispetto alle due gare precedenti, si difende benissimo e segna pure la rete del 3-1 (con Ulmer), più tardi Bentivoglio cala il poker ancora in powerplay (mai sfruttato nelle gare precedenti). A due minuti dalla sirena i polacchi accorciano le distanze, in situazione di superiorità numerica.
La spedizione francese si chiude quindi al quarto ed ultimo posto (a causa della differenza reti rispetto l'Herning ed il Tychy, appaiati con l'Asiago in classifica), con una certa delusione dato l'obiettivo stagionale dei giallorossi di provare a vincere il trofeo e per le prime due gare giocate ampiamente sottotono, soprattutto la gara d'esordio col Rouen che fece imbestialire coach Lefebvre per la scarsa determinazione vista sul ghiaccio dai suoi ragazzi.

## Piazzamenti
- Campionato: 3º posto
- Coppa Italia: Semifinalista
- Continental Cup: 4º posto
- Vince la Supercoppa Italiana (3º titolo)

## Roster
| #  | Naz.                 | Giocatore                 | Data di Nascita | Luogo di Nascita | Altezza (cm) | Peso (kg) | Ruolo                | Stecca (Presa) |
| -- | -------------------- | ------------------------- | --------------- | ---------------- | ------------ | --------- | -------------------- | -------------- |
| 1  | Canada (bandiera)    | Chris Carrozzi            | 02/03/1990      | Ottawa           | 191          | 84        | Portiere             | Sinistra       |
| 65 | Italia (bandiera)    | Alessandro Tura           | 26/05/1991      | Asiago           | 181          | 76        | Portiere             | Sinistra       |
| 32 | Italia (bandiera)    | Davide Mantovani          | 14/04/1995      | Asiago           | 187          | 84        | Portiere             | Sinistra       |
| 1  | Italia (bandiera)    | Marco Tononi ← ← ←        | 26/11/1996      | Trento           | 178          | 64        | Portiere             | Sinistra       |
| 65 | Italia (bandiera)    | Simone Peiti ← ← ←        | 16/07/1997      | Bolzano          | 182          | 78        | Portiere             | Sinistra       |
| 23 | Italia (bandiera)    | Stefano Marchetti         | 10/11/1986      | Trento           | 181          | 74        | Difensore            | Sinistra       |
| 4  | Canada-Italia        | Daniel Sullivan (A)       | 26/04/1987      | Scarborough      | 181          | 85        | Difensore            | Sinistra       |
| 3  | Canada (bandiera)    | Mike Sullivan             | 16/06/1992      | Toronto          | 185          | 85        | Difensore            | Sinistra       |
| 7  | Italia (bandiera)    | Andrea Strazzabosco       | 07/10/1994      | Asiago           | 182          | 78        | Difensore            | Destra         |
| 17 | Italia (bandiera)    | Lorenzo Casetti           | 14/09/1993      | Trento           | 190          | 80        | Difensore            | Sinistra       |
| 15 | Italia (bandiera)    | Enrico Miglioranzi        | 08/10/1991      | Padova           | 183          | 82        | Difensore            | Sinistra       |
| 26 | Italia (bandiera)    | Nicola Munari             | 21/12/1995      | Asiago           | 179          | 88        | Difensore            | Sinistra       |
| 26 | Italia (bandiera)    | Andrea Ambrosi ←          | 07/03/1987      | Trento           | 186          | 86        | Difensore            | Destra         |
| 6  | Italia (bandiera)    | Michele Basso             | 31/05/1997      | Asiago           | 185          | 83        | Difensore            | Sinistra       |
| ?  | Italia (bandiera)    | Luca Franza ← ←           | 29/02/1992      | Bolzano          | 198          | 103       | Difensore            | Sinistra       |
| 51 | Rep. Ceca (bandiera) | Aleš Sova → → ← ← ←←      | 24/09/1991      | Brno             | 184          | 92        | Difensore            | Sinistra       |
| 4  | Italia (bandiera)    | Andrea Tura ← ← ←         | 15/05/1997      | Asiago           | ?            | ?         | Difensore            | ?              |
| 6  | Italia (bandiera)    | Michele Basso ← ← ←       | 31/05/1997      | Thiene           | 185          | 83        | Difensore            | Sinistra       |
| 7  | Italia (bandiera)    | Andrea Chizzola ← ← ←     | 18/10/1995      | Trento           | 179          | 73        | Difensore            | Sinistra       |
| 15 | Italia (bandiera)    | Alberto Meneghini ← ← ←   | 08/10/1991      | Trento           | 172          | 84        | Difensore            | Sinistra       |
| 17 | Italia (bandiera)    | Leonardo Marchesini ← ← ← | 27/03/1997      | Trento           | 180          | 63        | Difensore            | Destra         |
| 26 | Italia (bandiera)    | Alessandro Ambrosi ← ← ←  | 07/04/1994      | Trento           | 180          | 72        | Difensore            | Destra         |
| 24 | Italia (bandiera)    | Andreas Lutz              | 30/03/1986      | Merano           | 181          | 77        | Difensore/Attaccante | Destra         |
| 18 | Canada (bandiera)    | Layne Ulmer               | 14/09/1980      | North Battleford | 186          | 95        | Centro               | Sinistra       |
| 19 | Canada-Italia        | Sean Bentivoglio          | 16/10/1985      | Thorold          | 180          | 84        | Centro/Ala sinistra  | Sinistra       |
| 10 | Canada-Italia        | Dave Borrelli ↓           | 04/01/1981      | Sault Ste. Marie | 176          | 81        | Centro               | Sinistra       |
| 14 | Italia (bandiera)    | Matteo Tessari            | 30/07/1989      | Asiago           | 184          | 82        | Centro               | Sinistra       |
| 9  | Italia (bandiera)    | Nicola Tessari            | 10/11/1987      | Asiago           | 175          | 75        | Ala sinistra         | Sinistra       |
| 55 | Italia (bandiera)    | Federico Benetti (C)      | 08/06/1986      | Asiago           | 170          | 75        | Ala                  | Destra         |
| 11 | Italia (bandiera)    | Mirko Presti              | 29/09/1991      | Asiago           | 180          | 77        | Ala                  | Sinistra       |
| 16 | Italia (bandiera)    | Michele Stevan            | 11/03/1993      | Asiago           | 181          | 79        | Ala                  | Sinistra       |
| 95 | Italia (bandiera)    | Marco Magnabosco          | 12/08/1995      | Asiago           | 167          | 70        | Attaccante           | Destra         |
| 88 | Italia (bandiera)    | Fabrizio Pace             | 11/10/1995      | Torino           | 175          | 72        | Attaccante           | Sinistra       |
| 27 | Italia (bandiera)    | Diego Iori (A)            | 20/05/1986      | Cavalese         | 168          | 75        | Ala sinistra         | Sinistra       |
| 21 | Canada (bandiera)    | Anthony Nigro             | 11/01/1990      | Vaughan          | 183          | 84        | Centro/Ala           | Sinistra       |
| 94 | Italia (bandiera)    | Davide Conci ←            | 20/03/1996      | Trento           | 180          | 80        | Attaccante           | Sinistra       |
| 94 | Italia (bandiera)    | Andrea Meneghini ←        | 30/03/1995      | Trento           | 170          | 68        | Attaccante           | Sinistra       |
| 13 | Canada (bandiera)    | Anthony Luciani →         | 13/05/1990      | Maple            | 173          | 85        | Ala destra           | Destra         |
| 13 | Italia (bandiera)    | Davide Dal Sasso          | 13/02/1997      | Asiago           | 180          | 65        | Attaccante           | Sinistra       |
| 9  | Italia (bandiera)    | Miran Deluca ← ← ←        | 27/02/1998      | Trento           | 184          | 76        | Attaccante           | Sinistra       |
| 11 | Italia (bandiera)    | Luca Rigoni ← ← ←         | 01/01/1975      | Asiago           | 178          | 83        | Attaccante           | Sinistra       |
| 14 | Italia (bandiera)    | Davide Rodeghiero ← ← ←   | 19/07/1994      | Asiago           | ?            | ?         | Attaccante           | Sinistra       |
| 18 | Italia (bandiera)    | Davide Xamin ← ← ←        | 19/03/1996      | Varese           | 185          | 100       | Attaccante           | Sinistra       |
| 23 | Italia (bandiera)    | Stefano Piva ← ← ←        | 21/06/1991      | Trento           | 175          | 88        | Centro               | Sinistra       |
| 51 | Italia (bandiera)    | Francesco Decarli ← ← ←   | 30/11/1996      | Trento           | 190          | 79        | Attaccante           | Sinistra       |
| 88 | Italia (bandiera)    | Daniele Colombini ← ← ←   | 17/12/1997      | Trento           | 185          | 78        | Attaccante           | Sinistra       |
| ?  | Canada-Italia        | Paul Zanette → → →        | 08/04/1988      | Nobleton         | 185          | 86        | Ala sinistra         | Sinistra       |

← in prestito dal farm team Pergine

← ← in prestito dal Caldaro (annunciato ufficialmente ma mai arrivato a causa di problematiche di farm team)

← ← ← giocatori provenienti dalla U20 e (in prevalenza, per l'impegno nello stesso giorno della U20) dalla U18 dell'Asiago e dal Pergine, schierati il 06/01/2016 nella partita contro il Renon, rifiutatosi di rinviare il match per l'impegno europeo dell'Asiago

→ dal 09/11/2015

→ → dal 23/12/2015 e ← ← ← ← fino al 21/01/2016

→ → → dal 02/02/2016

↓ assente in attesa della Green Card

### Organigramma societario
Area direttiva
- Presidente: Piercarlo Mantovani
- Direttore sportivo: Renato Tessari
- Team manager: Antonio Rigoni

Staff tecnico
- Capo allenatore: Patrice Lefebvre
- Assistenti allenatore: Franco Vellar
- Assistenti allenatore:  Francesco Frigo
- Assistenti allenatore: Gianfilippo Pavone
- Team leader: Bruno Stella

Area sanitaria
- Medico: Gaetano Scuderi
- Medico: Giovanni Costacurta
- Fisioterapista: Nicolò Milan
- Fisioterapista: Tiziano Vellar

Area organizzativa
- Attrezzista: Manuele Dalle Ave